# キニン
キニン (Kinin) は血管拡張作用のあるオータコイドである。ブラジキニンやカリジン等のポリペプチドの総称であり、カリクレインとともにカリクレイン-キニン系を構成する。前駆体はキニノーゲンと呼ばれる。
また、腸管や子宮の平滑筋を収縮させる作用も持つ。
植物ホルモンのサイトカイニンは当初キニンと呼ばれていたが、混乱を避けるために改名された。
アスピリンはカリクレインを阻害することで、キニンの生成を阻害する。